# Cousin Kate (film)
Cousin Kate er en amerikansk stumfilm fra 1921 af Lucille McVey.

## Medvirkende
- Alice Joyce som Kate Curtis
- Gilbert Emery som Heath Desmond
- Beth Martin som Amy Spencer
- Inez Shannon som Mrs. Spencer
- Leslie Austin som Reverend James Bartlett
- Freddie Verdi som Bobby
- Frances Miller som Jane
- Henry Hallam